# Ferrari SF-23
O Ferrari SF-23 é um carro de Fórmula 1, que foi    
construído pela Scuderia Ferrari para disputar Campeonato Mundial de Fórmula 1 de 2023, pilotado por Charles Leclerc e Carlos Sainz, O SF-23 venceu uma corrida, sendo essa, o GP de Singapura, Além disso, conquistou 4 pódios e 6 poles positions, 5 com Leclerc, e 1 com Sainz.